# Исус у исламу
Иса, син Мерјемин (арап. Isa ibn Maryam) је име под којим је Исус познат у исламу. У исламу, Исус (арапски: عيسى‎ — Иса) се сматра божјим послеником, односно пророком (арапски: رسول расул) који је, као и остали пророци пре и после њега говорио о једноме Богу (арапски: الله — Алах). 
Муслимани такође сматрају да је Исус био месија (арапски: מָשִׁיחַ — машиах) којег је Бог послао деци Израела са новим светим писмом, јеванђељем (арапски: إنجيل — инџил). Куран такође тврди да је Исус чудотворно рођен од девице Марије (арапски: Мирјам) и да је вршио чуда по допуштењу Божјем. 
Међутим, муслимани не деле хришћанско веровање у Исусову божанственост. Ислам негира да је Исус Бог или Божји син, тврдећи да је он био обичан човек који је, попут осталих пророка, био изабран да шири божју поруку. Исламски свети списи строго одбијају приписивање божанства икоме другом, наглашавајући јединство Бога (arapski: توحيد‎ — тевхид).
Попут свих пророка у Исламу, Исус се сматра муслиманом (арапски: مسلم‎ - онај који се покорава Богу); он је учио људе да прихвате исправан пут покоравања Божјој вољи. Иса се у исламу сматра претечом Мухамеда, и верује се да је предвидео његов долазак. Према исламским списима, Исус нити је убијен нити је распет, већ је жив узнесен на небо. Већина муслимана верује да ће се судњег дана Исус вратити на земљу да успостави правду и победи антихриста, Даџала (арапски: الدّجّال).
| „         | Тако ми онога у чијој је руци мој живот, Иса ће ускоро сићи међу вас као праведни судија. Он ће поломити крстове, убити свињу и укинути џизју. Затим ће се благостање просути по цијелом свијету тако да га неће нико прихватити, док ће сеџда бити боља него цијели свијет и оно што он садржава. | ” |
| — Мухамед | |   |

Према исламском веровању, Исус ће као праведни владар остати на Земљи четрдесет година, након чега ће умрети. Џеназу ће му клањати муслимани и сахранити га.